# 宋庄艺术小镇
宋庄艺术小镇位于北京市通州区宋庄镇南部。宋庄原本就是艺术村，北京城市副中心“十四五”规划将此镇进一步列入“一城一带一轴、四区三镇多点”的三个特色小镇之一，将“突出文化引领，聚焦文化创意产业，打造更具国际影响力的宋庄文化品牌。”并计划依托宋庄艺术小镇发展当代原创艺术品交易，建成中国艺术品交易中心，聚集一批优质艺术品和文创企业。。